# The Elected Member
The Elected Member è un romanzo della scrittrice gallese Bernice Rubens pubblicato nel 1969, e vincitore del Booker Prize l'anno successivo.
Il romanzo ha come protagonista Norman Zweck, dipendente da anfetamine e convinto di vedere pesciolini d'argento dovunque vada.